# Émile Engel
Émile Engel (Colombes, Alts del Sena, 5 d'abril de 1889 - Maurupt-le-Montois, 10 de setembre de 1914) va ser un ciclista francès que va tenir una vida professional molt curta, entre 1910 i 1914, degut a la seva prematura mort.
El seu èxit esportiu més important fou la victòria en una etapa al Tour de França de 1914.

## Palmarès
- 1910
  - Vencedor d'una etapa al Tour de França dels independents
  - 3r a la París-Tours
- 1911
  - Vencedor d'una etapa al Tour de França dels independents
- 1912
  - 10è a la París-Tours
- 1913
  - Vencedor d'una etapa a la Volta a Bèlgica
  - 8è a la París-Tours
  - 10è al Tour de França
- 1914
  - Vencedor d'una etapa al Tour de França
  - 2n al Campionat de França
  - 2n a la París-Tours
  - 2n a la París-Menin

## Resultats al Tour de França
- 1913. 10è de la classificació general
- 1914. 42è de la classificació general i vencedor d'una etapa

## Enllaços general
- Palmarès d'Émile Engel a www.cyclebase.nl
- Fitxa d'Émile Engel a www.sitiodeciclismo.net